# Лирџет 25
Лирџет 25 је амерички двомоторни млазни пословни авион, пројектован и направљен шездесетих година двадесетог века у фирми Learjet. Настао је тиме што је његовом претходнику Лирџет 24 продужен труп авиона тј. путничке кабине.

## Пројектовање и развој
Лирџет 25 је развијен на основу претходног, успешног модела Лирџет 24, продужавајући му труп за 1,27 метара, што је омогућило постављање три додатна седишта за путнике у кабини. Даљи развој овог авиона није тиме стао, већ 1970. године објављене су две модификације - Лирџет 25Б и Лирџет 25Ц (које су имале додатне резервоаре за гориво а тиме и повећан долет авиона).
Даља побољшања су се односила на поправку аеродинамике тако да је 1976. године на Лирџет 25 постављено ново крило а тај авион је добио ознаке Лирџет 25Д. Овај модел је био дугопругаш.
Појавом нових напредних General Electric CJ610-8 мотора, који су се најпре уграђивали у модел Д  и потврдили своју вредност, ови мотори су се уграђивали у све новоизграђене авионе серије Лирџет 25, као и у замени старих мотора којима су истекли ресурси.

### Технички опис
Лирџет 25 је нискокрилни путнички авион металне конструкције са два турбо млазна мотора смештена на задњем делу трупа иза путничке кабине. Труп авиона је кружног попречног пресека монокок конструкције. На почетку трупа се налазила кабина пилота са два седишта једно поред другог, иза пилотске кабине налази се путничка кабина. На почетку путничке кабине са леве стране трупа, налазе се улазна врата у авион која су уједно и степенице. У нивоу крила са обе стране трупа се налазе излази за случај ванредне опасности.
Конструкција крила је метална а облога од алуминијумског лима закивцима причвршћена за носећу конструкцију. Облик крила је прав са стреластом нападном ивицом тј. оса крила је управна у односу на труп авиона. Покретни делови крила (закрилца и елерони) су направљени као алуминијумска конструкција обложена алуминијумским лимом. У унутрашње шупљине крила (кутије) су смештени резервоари са горивом. На крајевима крила су се налазили допунски резервоари за гориво. Крила су опремљена системом против залеђивања.
Стајни трап му је трицикл, предња нога се увлачи у кљун авиона а главне ноге стајног трапа се увлаче у крила авиона.

### Ватијанте авиона
- Лирџет 25 - ФАА пловидбена дозвола од 10. октобра 1967. године.
- Лирџет 25Б - Побољшана верзија. ФАА пловидбена дозвола од 4. септембра 1970.
- Лирџет 25Ц - Побољшана верзија са већим капацитетом горива. ФАА пловидбена дозвола од 4. септембра 1970.
- Лирџет 25Д - Верзија дугог долета.

## Оперативно коришћење
Од 1966. године направљено је 373 авиона Леарјет 25 свих типова а авиони су грађени и за војну и цивилну употебу. У 1998. години 309 авиона је још увек било у употреби. У несрећама је изгубљено укупно 48 авиона а производња је престала 1982. године. Био је успешан авион и продавао се широм света.

### Коришћење у Југославији и Србији
Негде у исто време 1975. године ЈНА (РВ и ПВО) је за потребе превоза високог војног кора купила два Лирџета 25Б а СИВ (Савезно Извршно Веће - Влада Југославије) је такође исте године купила два авиона истог типа. У авионској несрећи 1977. године у близини Сарајева уништен је авион Лирџет 25Б регистарски број YU-BJH власништво СИВ-а у коме је погинуо Ђемал Бједић Председник СИВ-а са особљем и посадом. На место овог авиона купљен је такође Лирџет 25Б новије серије. Када су 1995. обједињене службе војске и владе, сва четири авиона Лирџет и два Фалкона 50 су се нашла у Авио-служби Владе Републике Србије.